# 맥스 케네디
매슈 맥스웰 테일러 "맥스" 케네디(영어: Matthew Maxwell Taylor "Max" Kennedy, 1965년 1월 11일 ~ )는 미국의 변호사이자 작가이다. 그는 로버트 F. 케네디와 에델 케네디의 아홉 번째 아이이다.